# Magdalena Kochan
Magdalena Maria Kochan (Szczecin; 28 de Janeiro de 1950 — ) é um político da Polónia. Ela foi eleito para a Sejm em 25 de Setembro de 2005 com 6294 votos em 41 no distrito de Szczecin, candidato pelas listas do partido Platforma Obywatelska.